# Nola ceraunias
Nola ceraunias är en fjärilsart som beskrevs av Turner 1944. Nola ceraunias ingår i släktet Nola och familjen trågspinnare. Inga underarter finns listade i Catalogue of Life.